# Madame John's Legacy
Madame John's Legacy is een gebouw uit 1788 in het French Quarter in New Orleans, Louisiana. 
De naam is afkomstig uit een verhaal geschreven door George Washington Cable.
Het is een National Historic Landmark sinds 1970. 